# Yūnagi Union
«Yūnagi Union» (título oficial: 夕凪Union) es el decimocuarto maxisencillo de la banda Dragon Ash, perteneciente al álbum Río de Emoción, lanzado en 2005.

## Lista de canciones
1. "夕凪Union" (Yūnagi Union) – 4:48
2. "Round Up" – 4:35
3. "Spriggan" – 3:02

- Datos: Q6133066